# Tustumena
Die Tustumena ist eine US-amerikanische Fähre, die als eine von zwei hochseetauglichen Fähren auf dem Alaska Marine Highway eingesetzt wird.

## Geschichte
Die Fähre wurde unter der Baunummer 418 auf der Werft Christy Corporation in Sturgeon Bay gebaut. Die Fertigstellung erfolgte im Juni 1964. Die Baukosten beliefen sich auf rund 3 Mio. US-Dollar. Entworfen worden war das Schiff von Phillip F. Spaulding and Associates in Seattle.
1969 wurde das Schiff für rund 2,2 Mio. US-Dollar auf der Werft Bethlehem Pacific Coast Steel in San Francisco um rund 17 Meter verlängert und modernisiert. Ein weiteres Mal wurde es 1991 modernisiert. Anfang der 2020er-Jahre ist der Ersatz der Fähre vorgesehen.
Das nach dem Tustumena-Gletscher auf der Kenai-Halbinsel benannte Schiff verkehrt im südlichen Zentralalaska und den Aleuten im Wesentlichen zwischen Kodiak, Seldovia, Port Lions und Homer. Von dieser Route weicht es nur ab, wenn es achtmal jährlich während des Sommers die Aleutenkette mit den Häfen Akutan, Chignik, Cold Bay, False Pass, King Cove, Sand Point und Unalaska/Dutch Harbor bedient.

## Technische Daten
Das Schiff wird von zwei Zwölfzylinder-Dieselmotoren des Herstellers General Motors mit jeweils 1902 kW Leistung angetrieben. Die Motoren wirken über Untersetzungsgetriebe auf zwei Propeller. Das Schiff wurde beim Umbau 1969 mit einem Bugstrahlruder ausgerüstet. Für die Stromerzeugung an Bord stehen zwei Dieselgeneratoren mit jeweils 450 kW Leistung zur Verfügung.

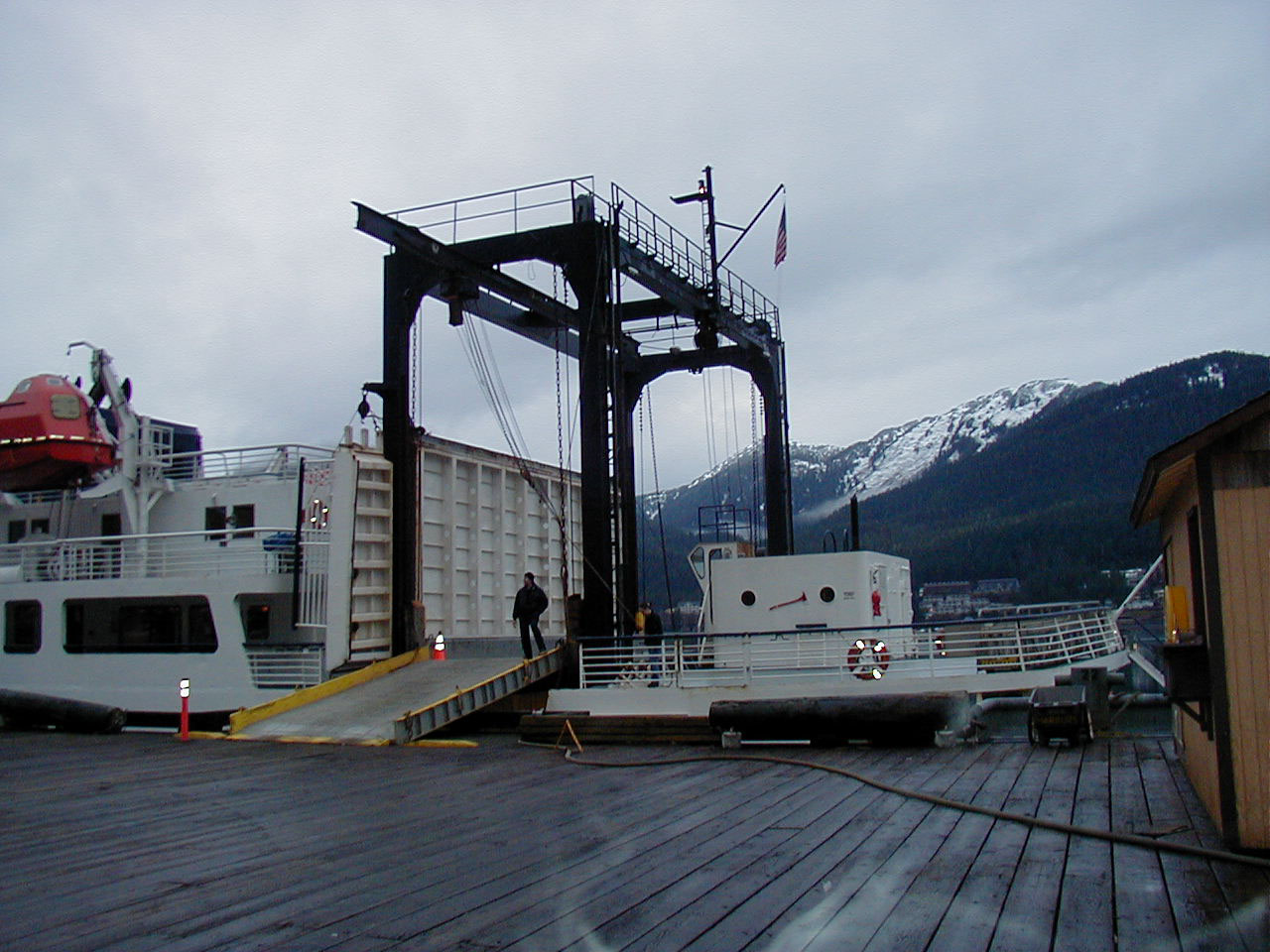
Be- und Entladeeinrichtung

Das Schiff verfügt über zwei Fahrzeugdecks. Be- und entladen wird es über zwei Seitenpforten im hinteren Bereich. Zusätzlich verfügt das Schiff über ein Fahrstuhlsystem. Fahrzeuge befahren bzw. verlassen es quer zu seiner Längsachse und werden auf dem Fahrzeugdeck mithilfe einer Drehscheibe gedreht, um das Deck befahren zu können. Die Fähre kann so unabhängig von landseitigen Ro-Ro-Anlagen be- und entladen werden. Sie kann auf rund 207 Spurmetern 34 Pkw befördern. Die nutzbare Höhe der Fahrzeugdecks beträgt rund 4,1 Meter.
Oberhalb der Fahrzeugdecks befinden sich drei weitere Decks, unter anderem mit Passagierkabinen, Aufenthaltsräumen mit Sitzgelegenheiten, einem Restaurant und einem Fernsehzimmer. Das Sonnendeck ist teilweise überdacht und so wind- und wettergeschützt.
Die Passagierkapazität beträgt 160 Personen. Das Schiff ist mit 24 Passagierkabinen, sechs Vierbett- und 18 Zweibettkabinen ausgestattet. Insgesamt stehen 60 Betten zur Verfügung. Auf dem Sonnendeck besteht die Möglichkeit zu zelten.
Das Schiff ist mit einem Flossenstabilisator ausgestattet.